# Kay Yow
Sandra Kay Yow (nacida el 14 de marzo de 1942 en Gibsonville, Carolina del Norte y fallecida el 24 de enero de 2009 en Cary, Carolina del Norte) fue una entrenadora de baloncesto estadounidense que ejerció  34 años como entrenadora en la Universidad de North Carolina State, además de haber sido seleccionadora de Estados Unidos durante 2 años.

## Trayectoria
- Gibsonville H.S. (1964-1965)
- Allen Jay H.S. (1965-1969)
- Elon College (1971-1975)
- Universidad de North Carolina State (1975-2009)
- Estados Unidos (1986-1988)